# Mleczajowiec piekący

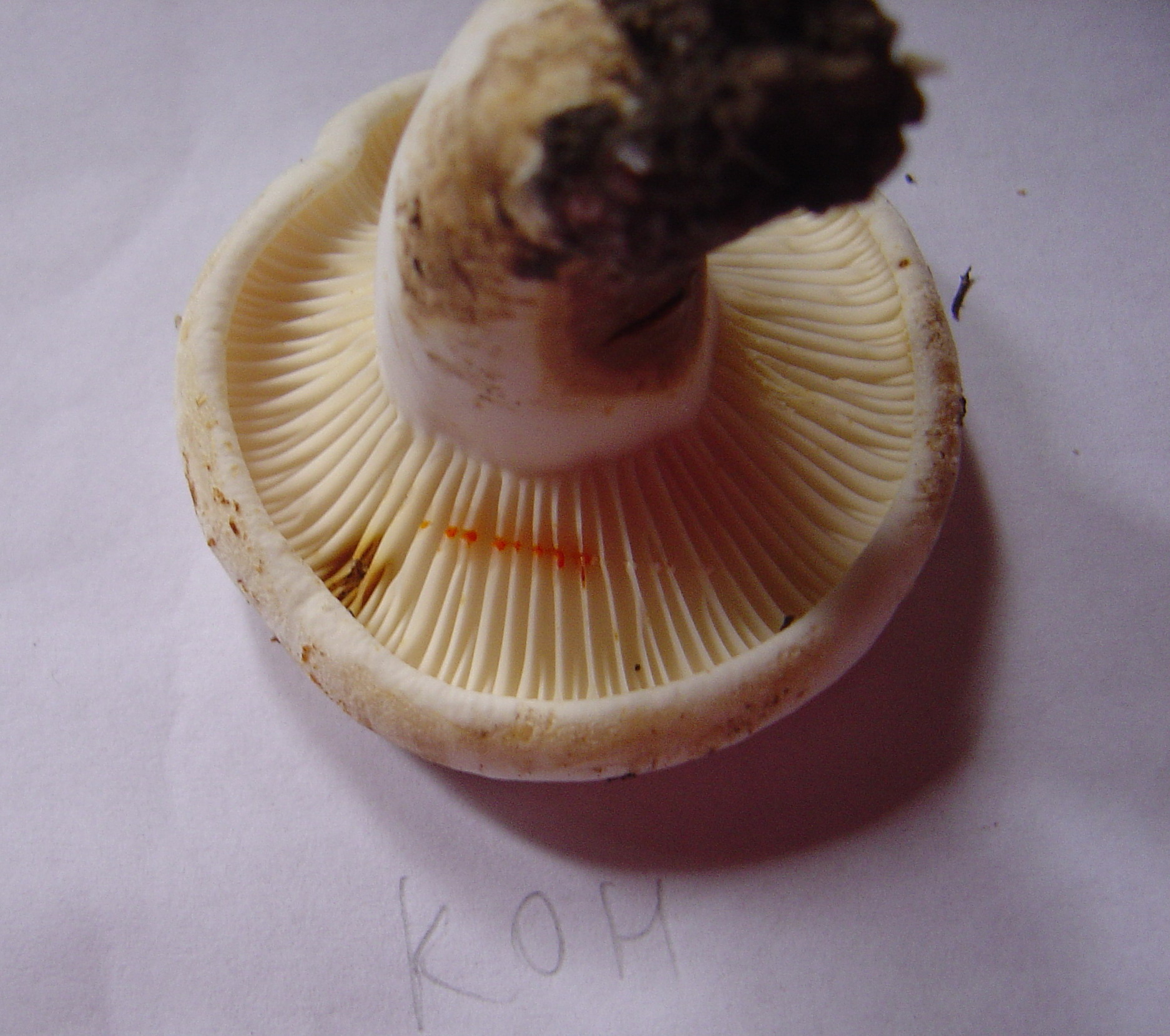

Mleczajowiec piekący (Lactifluus bertillonii (Neuhoff i Z. Schaef.) Verbeken) – gatunek grzybów należący do rodziny gołąbkowatych (Russulaceae).

## Systematyka i nazewnictwo
Pozycja w klasyfikacji według Index Fungorum: Lactifluus, Russulaceae, Russulales, Incertae sedis, Agaricomycetes, Agaricomycotina, Basidiomycota, Fungi.
Po raz pierwszy takson ten zdiagnozowali w 1979 r. Walther Neuhoff i Zdeněk Schaefer nadając mu nazwę Lactarius vellereus var. bertillonii. Obecną, uznaną przez Index Fungorum nazwę nadał mu w 2011 r. A.T. Verbeken, przenosząc go do rodzaju Lactarius. 
Synonimy naukowe:.
- Lactarius bertillonii (Neuhoff ex Z. Schaef.) Bon 1980
- Lactarius bertillonii (Neuhoff ex Z. Schaef.) Bon, 1980 var. bertillonii
- Lactarius bertillonii var. boudieri J. Blum 1966
- Lactarius bertillonii var. queletii J. Blum 1976
- Lactarius vellereus var. bertillonii Neuhoff ex Z. Schaef. 1979

Nazwę polską mleczaj piekący podał Władysław Wojewoda w 2003 r., Alina Skirgiełło w 1998 r. opisała ten gatunek pod nazwą mleczaj bertyloński. W 2011 gatunek przeniesiony jednak został do rodzaju Lactifluus, obydwie nazwy polskie stały się więc niespójne z nazwą naukową. W 2021 r. Komisja ds. Polskiego Nazewnictwa Grzybów Polskiego Towarzystwa Mykologicznego, uznając przeniesienie do rodzaju Lactifluus, zarekomendowała używanie nazwy „mleczajowiec piekący”.

## Morfologia
Kapelusz
Koloru białego. Wielkość od 10 do 20 cm. Na powierzchni delikatny filc. Często pojawiają się na nim jasnopomarańczowe plamy.
Trzon
Koloru białego. Masywny, krępy, gruby. Od 30–80 mm długości. Po uciśnięciu pojawiają się pomarańczowe plamy.
Blaszki
Rzadko rozmieszczone, ale długie. 
Wysyp zarodników
Biały do białawego. Zarodniki jajowate.

## Występowanie
Latem i jesienią (sierpień-październik) w lasach liściastych i mieszanych. Zazwyczaj pod brzozami, lubi gleby wapienne. 

## Znaczenie
Grzyb mikoryzowy. Grzyb ten nie jest trujący, lecz ze względu na bardzo palący smak jest uważany za niejadalny.

## Gatunki podobne
Zewnętrznie nie można tego gatunku odróżnić od mleczajowca chrząstki (Lactifluus vellereus), którego mleczko również ma ostry smak. Z tego też powodu jest przez grzybiarzy utożsamiany z nim. Rozpoznać go można tylko przez mikroskopowe szczegóły budowy anatomicznej oraz przez reakcję z KOH; jego mleczko pod wpływem KOH zmienia barwę na pomarańczową, u mleczaja chrząstki nie.